# Довганич-Сенченко Людмила Іванівна
Людмила Іванівна Сенченко-Довганич (9 серпня 1948 р., м. Перечин, Закарпатської області) — українська хорова диригентка, педагог, музикознавець, автор наукових та навчально-методичних праць, дослідник сучасного музичного виконавства Закарпаття.
Впродовж  50 років  хормейстер виховувала творчу молодь та майбутніх хорових диригентів.
Кращі хорові колективи (дитячі та аматорські), якими керувала Людмила Довганич- Сенченко отримали звання «Зразковий», «Народний».
Удосконалюючи свою педагогічну майстерність викладач підготувала студентів, які отримали почесні та наукові звання: Роман Роман, Володимир Багрій, Микола Калітінський, Леонід Кашперський, Петро Невірковець.

## Біографія

### Освіта
Людмила Іванівна Довганич- Сенченко народилася 9 серпня 1948 року в селищі Перечин Закарпатської області в родині військовослужбовця.
Шлях в музичне мистецтво Людмили Довганич-Сенченко розпочався в рідному Закарпатті.
«Перші несміливі кроки в грі на фортепіано в щойно відкритій районній Міжгірській музичній школі, були зроблені під керівництвом талановитого піаніста з Балтики Георгія Оскаровича Фішера. Він виявив у мене швидку технічну вправність. Але починати опановувати  інструмент в 12-річному віці було запізно. Тому, коли стало питання вступу в Ужгородське музичне училище, мені запропонували навчатися на диригентсько — хоровому відділі. Перше знайомство з моїм викладачем з фаху Сопком  Іваном Михайловичем розсіяли мою невпевненість в правильності вибору. Бажання викладача розкрити  мені таємниці співочої професії допоміг полюбити хормейстерську роботу на все життя[ангажоване джерело].»
Людмила Довганич-Сенченко була зарахована на 2 курс Київської державної консерваторії ім. П .І. Чайковського у 1967 році (диплом з відзнакою) в клас професора Тимошенка Олега Семеновича.

## Викладацька і диригентська діяльність
Після закінчення консерваторії починається активна педагогічна і диригентська діяльність. З 1971 року Людмила Довганич-Сенченко працює на Рівненському культурно-освітньому факультеті Київського державного інституту культури на посаді викладача. Керує мішаним хором заочного факультету, жіночим хором стаціонарної форми навчання. Маючи прекрасний голосовий склад, керівник отримала  можливість виконувати складні хорові партитури Бориса Лятошинського, Георгія Майбороди, Станіслава Людкевича, Миколи Колеси, Анатолія Кос- Анатольського, Ігоря Шамо. Програми готувалися на державні іспити з хорового диригування.
З 1980 року Довганич–Сенченко працює в Чернівецькому палаці культури бавовняного об'єднання «Схід», де організовує дитячу хорову студію «Радість», при якій  функціонували 3 хори: підготовчий, хор хлопчиків та основний концертний. З  1983 року хор став Лауреатом Всесоюзних, Республіканських, обласних оглядів художньої творчості. У 1984 році хор виступив у Києві на святкуванні 25-річчя  Центрального палацу дітей та юнацтва. Виступ колективу у Львівській філармонії ім. С. Людкевича на ХІУ Всесоюзному тижні музики для дітей та юнацтва у 1985 році перетворився у справжнє хорове свято. У  Львівській пресі писали: «юним співакам з Чернівців притаманна яскрава образність виконання музики Дмитра Бортнянського, В. А. Моцарта, Анатолія Кос- Анатольського, яка полонила львів'ян»[джерело?].
Дитячий хор «Радість» був постійним гостем обласних і республіканських телевізійних передач «Пісня скликає друзів». Колектив отримав звання Зразкового хорового колективу в 1984 році. Людмила Довганич–Сенченко керує аматорськими колективами в Рівненській області. Хоровий колектив с. Тайкури Рівненського району отримав звання «Народний»[джерело?].

## Науково-методична діяльність
З 1990 року Людмила Довганич–Сенченко продовжує викладацьку роботу в Рівненському державному інституті культури на посаді доцента. З метою вдосконалення методики навчання і професійної підготовки розробила методичні рекомендації для студентів пісенно- хорового мистецтва. З 1999 року працює на кафедрі хорового диригування Інституту мистецтв Рівненського державного гуманітарного університету.
У 1998 році вийшов з друку перший посібник «Формування хорового мислення диригента». В основу посібника покладений художньо-інтонаційний метод роботи з хором Павла Муравського.
Сферою науково- методичних уподобань Людмили Сенченко стали підвищення виконавського рівня хорових колективів, поглиблення інтерпретаційних можливостей, аналіз  сучасного стану хорової культури України.
У 2002 році ВАК Міністерства освіти і науки України присвоїла Сенченко Л. І. Вчене звання доцента.

## Повернення на Закарпаття
З 2009 року Довганич — Сенченко повертається на Закарпаття і працює в Мукачівському державному університеті доцентом кафедри співу, диригування, музично-теоретичних дисциплін. У 2009—2012 роках вона готує слухачів курсу «Теорія і методика викладання хорового диригування». Друкує наукові статті, робочі програми, рекомендації, здійснює методичну допомогу в підготовці письмових робіт викладачів і студентів та їх рецензування.
У 2018 році вийшов з друку «Авторський збірник статей з проблем хорознавства» рекомендований Вченою радою МДУ. Наукові матеріали друкувалися  впродовж останніх років у наукових збірниках, журналах, періодичних виданнях України і Зарубіжжя.

В 2023 році побачило світ видання «Сучасне музичне виконавство Закарпаття». Ужгород: РІК-У,2023 ,176С,6 фото. У виданні дається аналіз творчих досягнень навчальних колективів та відомих виконавців, які зробили значний внесок у музичну культуру не лише Закарпаття, але й України загалом. Мета видання — розкрити традиції унікального багатонаціонального краю України, показати розвиток професійного мистецтва, узагальнити досягнення композиторської творчості та виконавської культури Закарпаття. Відгуки на популярне видання «Сучасне музичне виконавство Закарпаття» вислали кандидат мистецтвознавства, професор ОНМА ім. Нежданової, керівник студентського хору Шпак Г. С., Заслужений діяч мистецтв України, професор, завідувач кафедри вокально- хорової майстерності Ніжинського державного університету ім. Миколи Гоголя  Шумська Л. Ю.

## Список науково-методичних праць
Навчально-методичні праці, наукові статті, навчальні посібники Довганич-Сенченко Людмили Іванівни:
1. Довганич Л. Формування тембрової драматургії хорових творів/ Людмила Довганич. Збірник статей з проблем хорознавства. Розділ 1.- Мукачівський державний університет, 2018.-310с.-С.35-57.
2. Довганич Л. Традиції партесного концерту у православному співочому мистецтві: Науково-методичний журнал «Нова педагогічна думка». Витоки історії.-С.117-119.
3. Довганич Л. Шевченкіана в хоровій творчості українських композиторів/ Людмила Довганич. Збірник статей з проблем хорознавства. Розділ 2.-МДУ.2018-310с.-С.84-93.
4. Довганич Л. Організація самостійної навчально-пізнавальної діяльності студентів в процесі диригентсько-хорової підготовки: «Науково-педагогічна думка».-Рівне,2015-№ 2.С.110-130.
5. Довганич Л. Микола Малько — фундатор диригентської освіти в Україні.-Мистецька освіта та розвиток творчої особистості Інституту мистецтв РДГУ.- Рівне,-№ 1.С.316-322.
6. Довганич Л. Хорове інструментування обробок українських народних пісень М. Д .Леонтовича/ Довганич Л. Збірник статей з проблем хорознавства розділ 2 .- МДУ,2018.-310с. –С.93-98.
7. Довганич Л. Духовна освіта Олександра Кошиця/ Науково-методичний журнал «Нова педагогічна думка»/під редакцією І. Д. Пасічника.- Рівне,2001.-№ 3-4.-С.45-51.
8. Довганич Л. Духовна музика сучасних українських композиторів/ Науково-методичний журнал «Нова педагогічна думка».-Рівне,2008.-№ 2.-С.131-137.
9. Довганич Л. Методичні рекомендації по курсовим роботам з хорової літератури./кафедра хорового диригування РДГУ інституту мистецтв/ Рівне.2005С.2-40.
10. М.Довганич, Л.Сенченко Художньо-інтонаційний зв'язок слова і музики в творі Т.Шевченка та Б.Лятошинського «За байраком байрак»: РДІК «Тарас Шевченко і сучасність» Рівне 1996.С.60-68.
11. Довганич Л. Монументальний вокально-хоровий цикл Євгена Станковича «Каддиш — реквієм»: Науково — методичний журнал «Нова педагогічна думка», Рівне.-  , С.98-103.
12. Довганич Л. Втілення народних традицій в композиторській творчості Сергія Рахманінова / Наукові записки. Серія «Психологія і педагогіка».- Остріг,2001.- Вип.2.- С.270-281.
13. Довганич Л. Про психології взаємодії диригента з хоровим колективом./Міжвузівський збірник наукових статей, ЮПІ, 1996.- С.56-60.
14. Довганич Л. Особливості виконавської майстерності диригента- хормейстера./ Формування хорового мислення диригента: навчальний посібник.- Рівне.- «Ліста»,1998.-С.22-31.
15. Довганич Л. Стилістика сучасного хорового концерту на прикладі аналізу «Пушкінського вінка» Георгія Свиридова: "Економічні та гуманітарні проблеми розвитку суспільства у третьому тисячолітті.- Рівне: Міжнародний університет РЕГІ, 2002.С.124 — 132.
16. Сафронова Н.,.Довганич Л. Виконавська діяльність видатного хорового диригента сучасності Євгена Савчука (до 70- річчя від дня народження. Культурология, мистецтвознавство і філософія: сучасні погляди і наукові дослідження збірник статей УІ міжнародної науково — практичної конференції.-№ 6(3).-грудень.-Москва, вид."Інтернаука".-Москва,2017.-С.21-27.
17. Росул Т., Довганич Л. На крилах лесиних пісень. Наукове періодичне видання «Ceteris Paribus».-№ 5.Москва,2015.-С.110-113.
18. Слово про автора. М.Довганич «Грай моя пісне». Хорові твори на вірші Лесі Українки.-Рівне.-РДГУ-«Ліста»,1999.-С.3-5.
19. Довганич Л. Концерт памяті Лесі Українки «Хотіла б я піснею стати»/ Українська музика: науковий часопис.-№ 1(11).-Львів,2014.-С.152-156.
20. Презентація хорової музики Михайла Довганича на вірші Лесі Українки національними колективами України/ Сенченко Л. І. Авторський збірник статей з проблем хорознавства,-МДУ.2018.С.232-238.
21. Сафронова Н., Довганич Л. Слово про автора. Формування композиторського мислення Михайла Довганича./Наукова дискусія: питання філософії, мистецтвознавства і культурології. зб. ст. матеріалів УІІ міжнародної науково-практичної конференції.-№ 2(53).-Москва: «Інтернаука»,2017.-С7-14.
22. Довганич Л. ІХ-й Всеукраїнський (регіональний) хоровий конкурс ім. Миколи Леонтовича: Сучасне музичне виконавство Закарпаття". Ужгород,2023.
23. Довганич Л. Роздуми про Перший  Всеукраїнський відкритий фестиваль-конкурс імені Михайла Кречка: Людмила Сенченко Сучасне музичне виконавство Закарпаття. Ужгород.2023.
24. Л. І. Сенченко Формування хорового мислення диригента (аналітичні нариси з хорознавства, навчальний посібник; Рівне,1998.
25. Л. І. Сенченко Українська сучасна хорова література/ навчальний посібник/ Рівне,2002.
26. Сенченко Л. І. Авторський збірник статей з проблем хорознавства/ МДУ,2018.
27. Людмила Сенченко Сучасне музичне виконавство Закарпаття: Ужгород: РІК-У,2023.176с
28. Довганич Л. Літургія Іоанна Златоустого Євгена Станковича./ Мистецька освіта в європейському соціокультурному просторі ХХІ століття./Матеріали Всеукраїнської науково-практичної конференції.-Мукачево,2015.
29. Художньо-інтонаційний зв'язок слова і музики в обробці Євгена Станковича історичної пісні «За Кубань іду»/Людмила Сенченко Сучасне музичне виконавство Закарпаття/.Рік-У, Ужгород,2023.
30. Довганич Л. Про методику навчання диригентів./Формування хорового мислення диригентів/.Рівне Ліста,1998.
31. Довганич Л. Роздуми після концерту. Деякі штрихи до творчого портрету піаністки Етелли Чуприк .Культурологічні джерела № 1(37).2017.
32. Довганич Л. Прагнення до досконалості. Звіт музикантів МДУ. Культурологічні джерела № 3(39)2017.
33. Довганич Л. Хорова культура Західної України ХІХ століття /Авторський збірник статей з проблем хорознавства./ МДУ,2018.
34. Довганич Л. Відношення до професії вчителя музики. (Портрет молодого вчителя-музиканта, його проблеми, помилки і турботи). МДУ.2019.
35. Довганич л. Педагогічні аспекти інтелектуально-емоційного розвитку особистості у системі художньої культури народу.
36. Сенченко  Л. Виконавська інтонація як виразник художнього змісту твору./Л. І. Сенченко Формування хорового мислення диригента/ Навчальний посібник Рівне, Ліста 1998.
37. Сенченко Л. «Кантус»- від ансамблю старовинної музики до сучасного камерного хору / Людмила Сенченко Сучасне музичне виконавство Закарпаття" .Ужгород Рік-У.2023.
38. Сенченко Л. Музичне сузір'я Закарпаття- продовжувач традицій фундаторів  професійної музики: Л.Сенченко Сучасне музичне виконавство Закаропаття. Ужгород.2023.
39. М.Довганич.,Л.Довганич: Леся Українка в слові й музиці(до 150- річчя від дня народження; Культурологічні джерела№ 1(53). Ужгород2021.
40. Опрацювання українських і російських народних пісень/ редакція Сенченко Л. І.,-Югра, Ханти-Мансійськ, 2010.-81с.
41. Довганич Л. Композиторська творчість Михайла Довганича. Слово про автора/ Людмила Довганич// Михайло Довганич. «Грай моя пісне». Хорові твори на вірші Лесі Українки:-Рівне6 Рівненський державний гуманітарний університет.- Ліста.1999.-109с.-с.3-5.
42. Довганич Л. Пісенна стихія Михайла Довганича/ Людмила Довганич//Щоквартальний вісник «Культурологічні джерела».-2021.-№ 29540.-С.76-78.
43. Довганич Л. Концерт пам'яті Лесі Українки «Хотіла б я піснею стати»/Українська музика: науковий часопис.-№ 1(11).- Львів.2014.-С.151-156.
44. Довганич Л. Художньо-інтонаційний метод роботи з хором Павла Муравського/ Сенченко Л. Авторський збірник статей з проблем хорознавства, МДУ.2018.,-310 с.
45. Довганич Л. Історична місія концерту Галицького камерного хору «Духовні апостоли України»/ Сенченко Л. Сучасне музичне виконавство Закарпаття. Рік-У, Ужгород .2023,176 С.
46. Довганич М.,Довганич Л. Відгук на роботу Галицького академічного камерного хору" та його керівника Народного артиста України Василя Яциняка./ Сенченко Л. Сучасне музичне виконавство Закарпаття/Ужгород ,2023.
47. Довганич М.,Довганич Л. Відгук на хор студентів Одеської музичної академії ім. А. В. Нежданової / Л .Сенченко Сучасне музичне виконавство Закарпаття/  Ужгород,2023.
48. Л. І. Сенченко Вокально-хорова техніка в розкритті образно-інтонаційної сфери хорового твору/ Л. І. Сенченко Формування хорового мислення диригента/ Навчальний посібник: Рівне, Ліста,1998.- 128.
49. Л. І. Сенченко Розвиток хорового виконавства на сучасному етапі /Л. І. Сенченко Формування хорового мислення диригента/-аналітичні нариси з хорознавства- Рівне; Ліста,1998,с.4-21.
50. Л. І. Сенченко Жанри сучасної хорової музики/ Л. І. Сенченко Українська сучасна хорова література/ навчальний посібник: Рівне,2002.с.18- 40.
51. Сенченко Л. І. Виконавські завдання та шляхи подолання складностей у сучасному хоровому виконавстві //Розділ 4./   Л. І. Сенченко Українська сучасна хорова література навчальний посібник; Рівне-2002,с.73-75.
52. Миттєвості виконавської діяльності хормейстера Людмили Сенченко/ Авторський збірник статей з проблем хорознавства/ МДУ,2018,с .256-269.
53. Сенченко Л. І. Зразкова дитяча хорова студія «Радість» (м. Чернівці).фото.
54. Сенченко Л. І. Історія диригування в Україні /Л. І. Сенченко Авторський збірник статей з проблем хорознавства/ _МДУ,2018, с.7-57.
55. Сафронова Н.Довганич Л. Видатна постать сучасності (композиторський голос Євгена Станковича)/ Наукова дискусія: питання філософії, мистецтвознавства і культурології/ зб.ст. матеріалів науково-практичної конференції № 4(56)-Москва, Інтернаука,2019
56. Сафронова Н.Довганич Л. Видатна постать сучасності (композиторський голос Євгена Станковича)/ Наукова дискусія: питання філософії, мистецтвознавства і культурології/ зб.ст. матеріалів науково-практичної конференції № 4(56)-Москва, Інтернаука,2019.

Відгуки на популярне видання доцента, музикознавиці, хорового диригента Сенченко Людмили Іванівни «Сучасне музичне виконавство Закарпаття»: Заслужений діяч мистецтв України, професор Ніжинського державного університету імені Миколи Гоголя, завідувачка кафедри вокально-хорової майстерності НДУ  та кафедри оркестрового диригування та інструментознавства Національної музичної академії ім. П. І. Чайковського, Сумська Л. Ю. пише[джерело?]: "Автор видання прослідковує творчі події музичного мистецтва в Закарпатті періоду 2009—2023 рр. Флагман українського хорового мистецтва –"Закарпатський народний хор" є виконавцем мистецького доробку закарпатських композиторів.
Книга розкриває полівекторність  вокального, хорового, інструментального жанрів в музиці Закарпаття. Текст викладений в самобутньому авторському стилі, що синтезує популярний і науковий підхід. Автор з великою повагою і професійною майстерністю розповідає про своїх земляків- закарпатських митців.
Книга  увійде в золотий фонд історії закарпатської музичної культури як літературний пам'ятник талановитим  митцям Закарпаття, чия подвижницька мистецька діяльність стане надбанням прийдешніх поколінь.
Відгук  кандидата мистецтвознавства, професора ОНМА ім. Нежданової Шпак Г. С. на книгу Сенченко Л. І.[джерело?] «Сучасне музичне виконавство Закарпаття»: Збірка статей «Сучасне музичне виконавство Закарпаття» побачила світ у 2023 році. Того ж року збірка потрапила мені в руки. […] Людмила Іванівна є вихованкою академіка Олега Семеновича Тимошенка і також великого майстра хорової справи  Павла Івановича Муравського. Маючи таку хорову школу, Людмила Іванівна на все життя зберегла "хоровий вогонь"в своїй душі, це особливе відчуття хорового звуку, яке було виховано в стінах Київської консерваторії і подальшою роботою з різними хоровими колективами. Інша сторона професійної роботи авторки збірки є науково-методичні розвідки в сфері хорового виконавства, хорознавства, історії диригування, тощо. Кожна стаття в збірці пов'язана з цікавими  музичними подіями цього краю, з роздумами про виконавські шляхи митців, про історичне минуле та найменші деталі виконавської практики.